# Кабельное судно

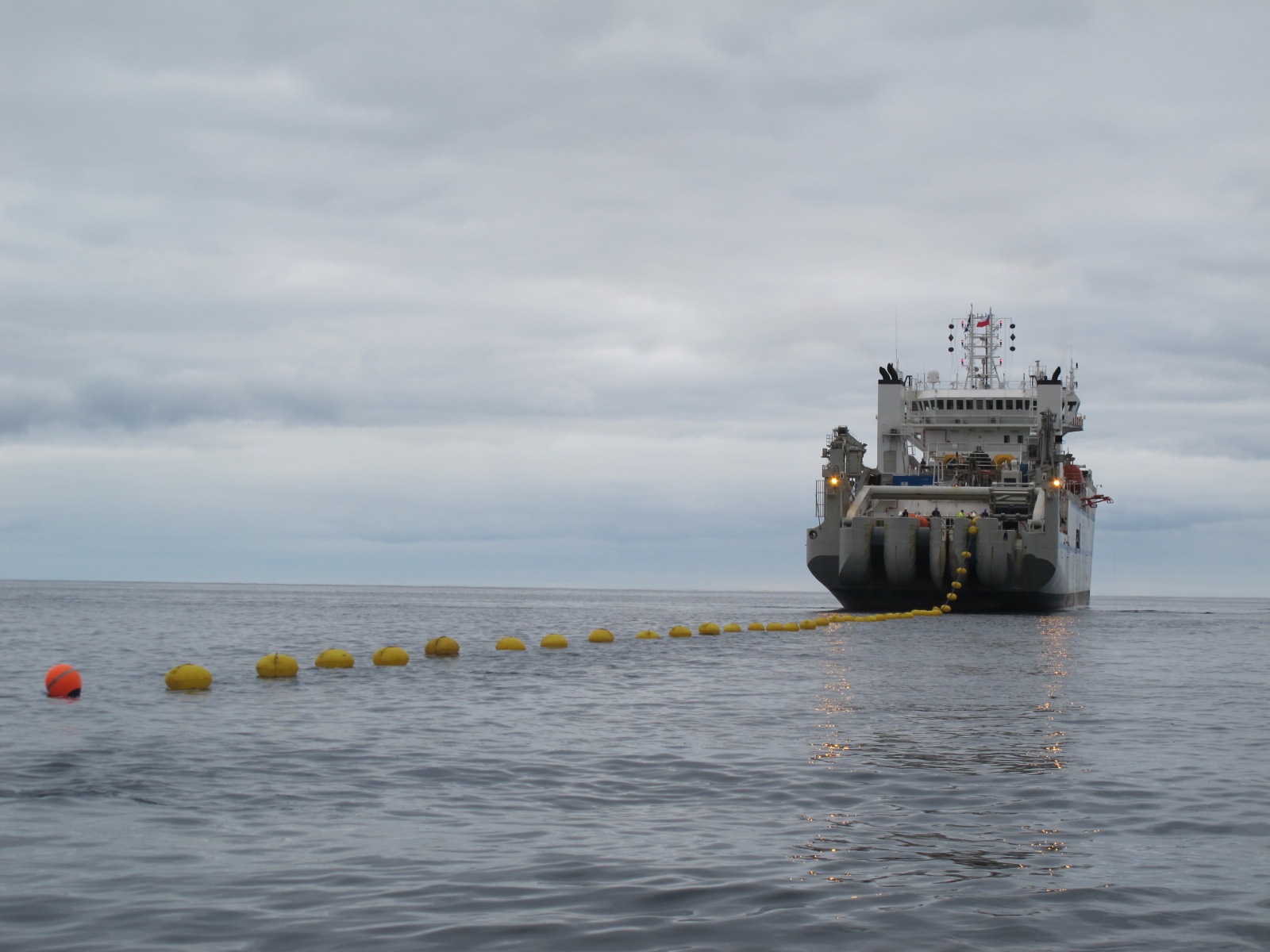
Установка первых метров подводного кабеля с кабельного судна

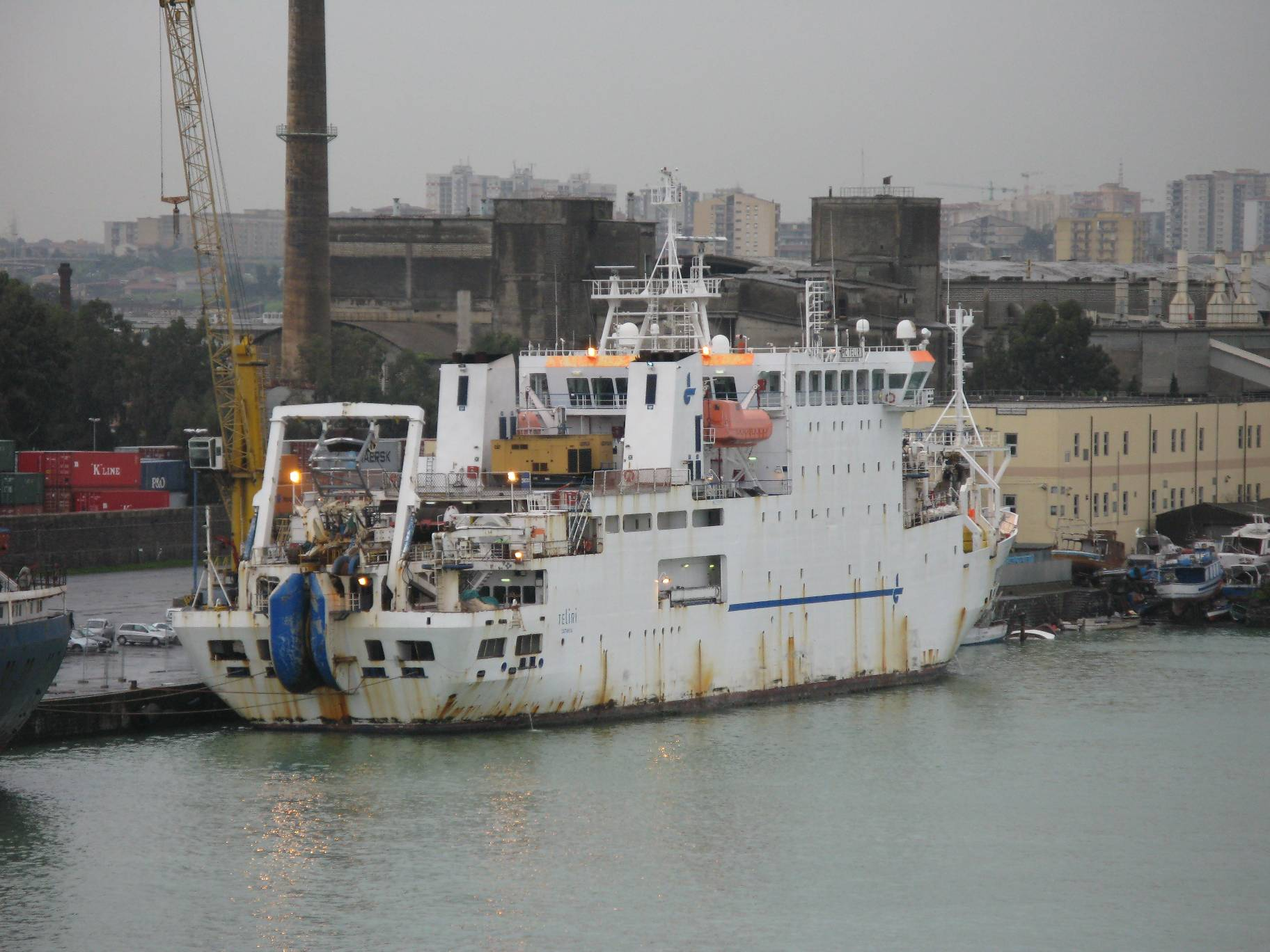
Кабельное судно на рейде в Катании

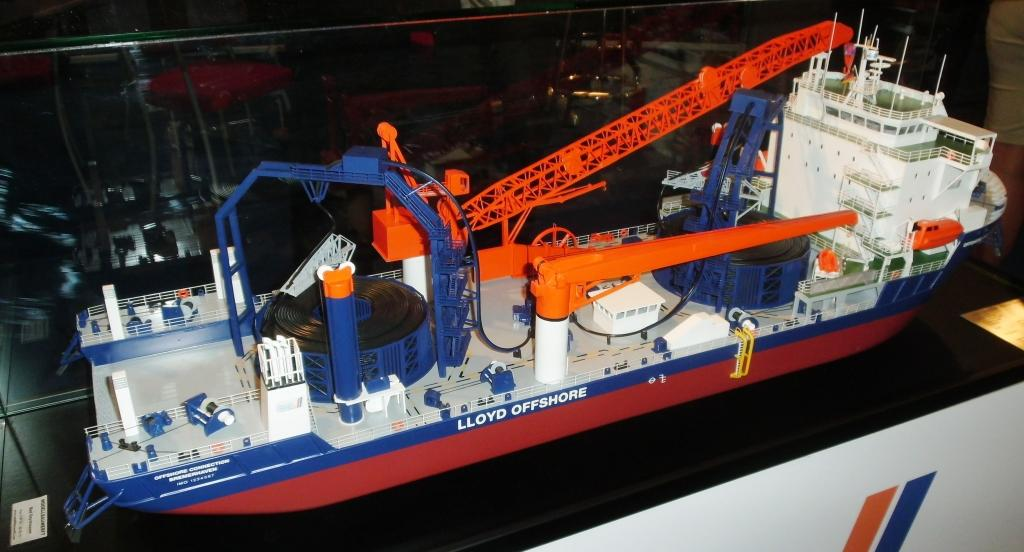
Модель кабельного судна Lloyd Offshore

Кабельное судно — специальное судно для прокладывания, обслуживания и ремонта кабельных линий связи и электропередачи в открытом море. Относится к судам технического флота.

## Описание
Первые подводные линии связи прокладывались с использованием обычных буксиров, пассажирских судов или переоборудованных для этой цели плавсредств. В настоящее время такие технические средства всё ещё используются для прокладки кабельных линий во внутренних водоёмах.
Специализированные кабельные суда появились в конце XIX века. Типичное такое судно имеет две-три палубы, бак и иногда ют. Машинное отделение располагается в средней части корпуса и несколько сдвинуто к корме. Палуба оборудуется сквозными проходами от носа до кормы для проводки кабеля. Часто кабельные суда оснащаются водолазными станциями, системами подводного теленаблюдения, устройствами для подъёма и сращивания кабелей, приборами для контроля их электрических параметров, буями и другим оборудованием. Для этого носовая оконечность обычно имеет характерную форму с выдающимся вперёд крамболом и крупногабаритными шкивами для подачи кабеля в воду. Аналогичные шкивы также монтируются и в корме. Для спуска и подъёма кабеля используются кабельные машины грузоподъёмностью до 30 тонн, которые позволяют вести работы по прокладке на ходу без остановки судна. Для этого часто применяются кабельные машины гусеничного типа. На каждом судне обычно их устанавливается сразу несколько: в носовой части монтируется одна-две машины лебёдочного типа, а в корме — оборудование для непрерывной прокладки кабельной линии.
Как правило, в подпалубных помещениях кабельных судов обустраиваются цилиндрические ёмкости — тенксы, предназначенные для хранения кабеля. Он в тенксах укладывается по окружности, а его концы выводятся наружу через крышку тенкса и могут быть использованы для соединения или подключения усилительной аппаратуры. Сами тенксы водонепроницаемы и могут заполняться забортной водой для проверки кабелей.
Современные кабельные суда имеют водоизмещение в среднем от 2 до 10 тысяч тонн и способны принимать на борт от нескольких сотен до нескольких тысяч километров кабеля; на самых крупных океанских кабелеукладочных судовых комплексах запас длины кабеля достигает 8 000 километров, а их водоизмещение — 20 тысяч тонн. Скорость хода при прокладке кабельной линии составляет до 8 узлов, полная скорость хода — около 15 узлов.